# NGC 6667
NGC 6667 (NGC 6668, NGC 6678) é uma galáxia espiral barrada (SBab/P) localizada na direcção da constelação de Draco. Possui uma declinação de +67° 59' 12" e uma ascensão recta de 18 horas, 30 minutos e 39,7 segundos.
A galáxia NGC 6667 foi descoberta em 11 de Setembro de 1883 por Lewis A. Swift.